# Bodil Schmidt-Nielsen
Bodil Schmidt-Nielsen (3. november 1918 – 27. april 2015) var en dansk-født, amerikansk fysiolog. Hun blev i 1975 den første kvindelige præsident i det prestigefyldte selskab American Physiological Society.

## Biografi
Bodil Schmidt-Nielsen blev født i København i 1918, som den yngste af fire børn af August og Marie Krogh, begge fremtrædende fysiologer.
Uddannet fra Københavns Universitet med doktorgrad i Odontologi. Hun blev gift i 1939 med Knut Schmidt-Nielsen, en norsk-født fysiolog. Knut og Bodil Schmidt-Nielsen blev et fremtrædende makkerpar på Duke University, North Carolina, men blev skilt i 1966. Bodil Schmidt-Nielsen blev afdelingsleder på Case Western Reserve University og senere helligede hun sig helt forskningen ved  MDI Biological Laboratory i Maine.
Bodil Schmidt-Nielsen døde i april 2015 i en alder af 96 år.
American Physiological Society uddeler en pris til minde om Bodil Schmidt-Nielsen, i erkendelse af hendes store bidrag til fysiologien. Den uddeles til et medlem af selskabet, der har leveret enestående bidrag til den fysiologiske videnskab og demonstreret engagement og vedholdenhed i at uddanne unge fysiologer til højeste faglige standard.

## Udvalgte værker
- The Solubility of tooth substance in relation to the composition of saliva (Norstedt, 1946)
- The resourcefulness of nature in physiological adaptation to the environment (Physiologist 1(2): 4-20, 1958)
- August og Marie Krogh: Et fælles liv for videnskaben Gyldendal, 1995